# Ба Сонйо
Ба Сонйо (*бірм. ဘစောညို; 1435 — 1494) — 5-й володар М'яу-У у 1492—1494 роках. У бенгальців  відомий як Мухаммед-шах.

## Життєпис
Походив з династії Лаунггьєт. Син Мінхаї, володаря М'яу-У, та Со Па-Ба. Народився 1435 року. Відомостей про його діяльність обмаль. 1492 року після смерті свого небожа Мін Дольї, якого можливо вбив сам Ба Сонйо.
Для зміцнення свого становища одружився з матір'ю попередника. Невдовзі придушив заколот частини вояків. Подальше панування було мирним. Помер раптово 1494 року. Йому спадкував внучатий небід Ран Аунг.